# St. Barbara (Bodenwöhr)

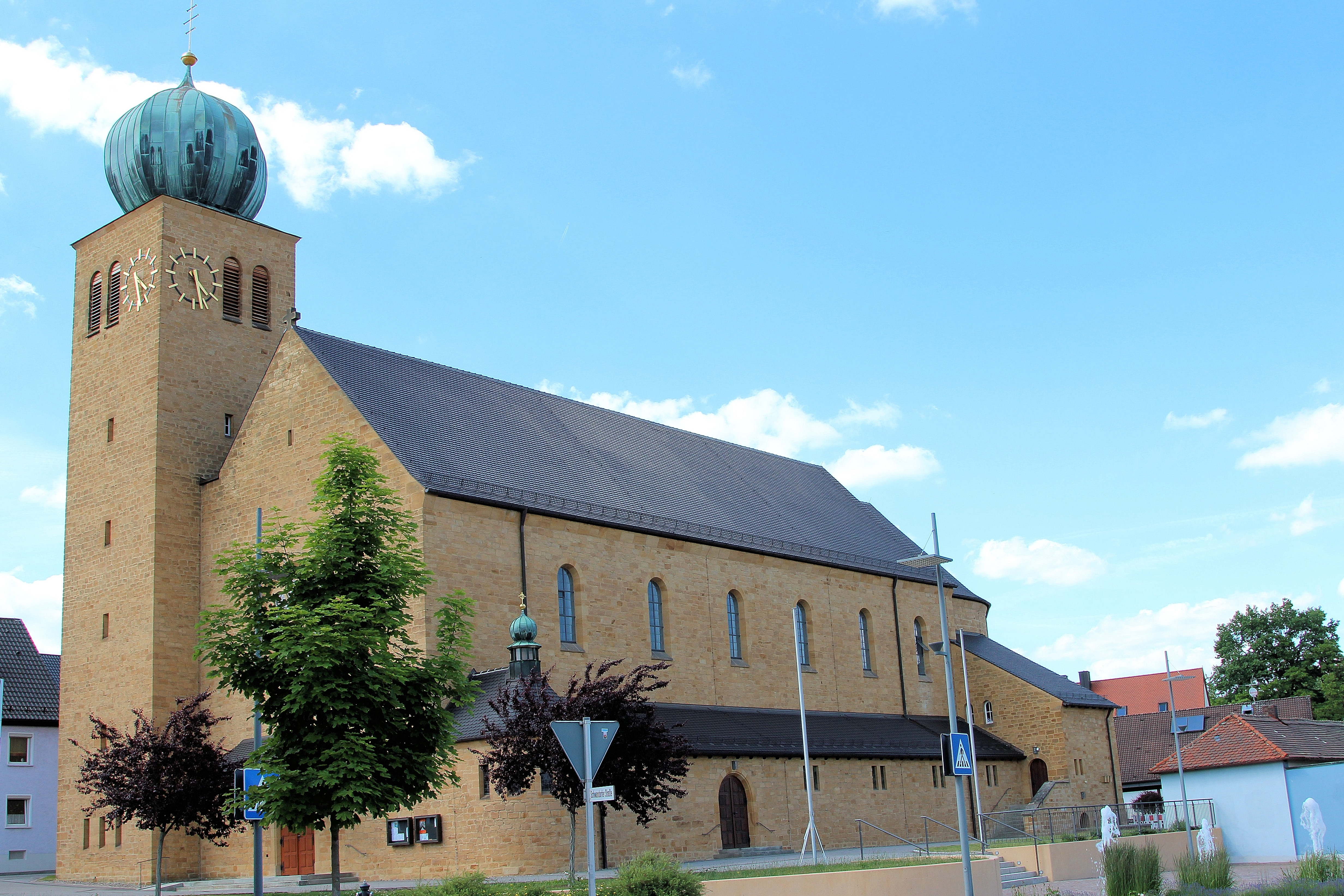
Außenansicht der Pfarrkirche St. Barbara von Süden

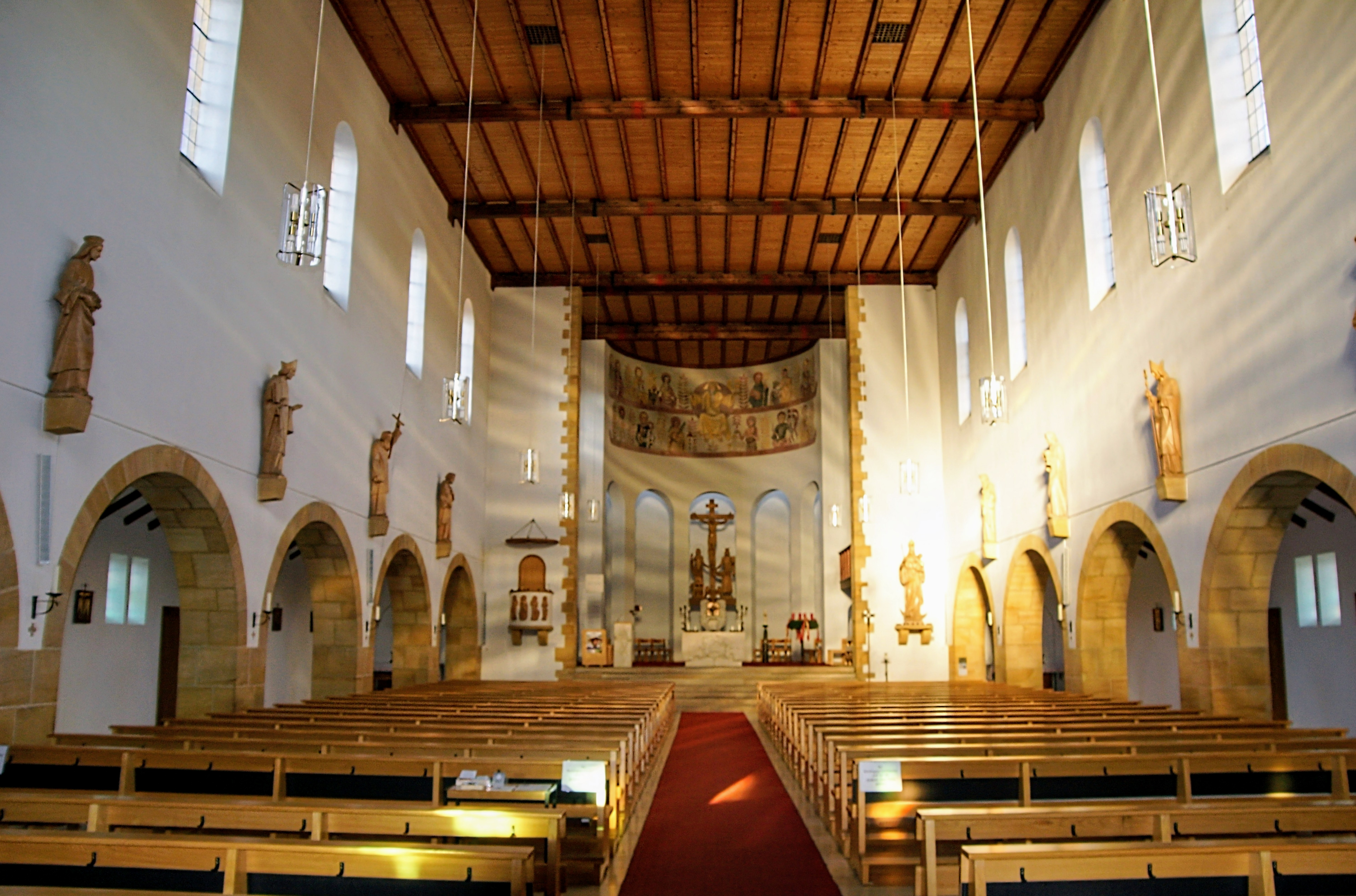
Innenraum

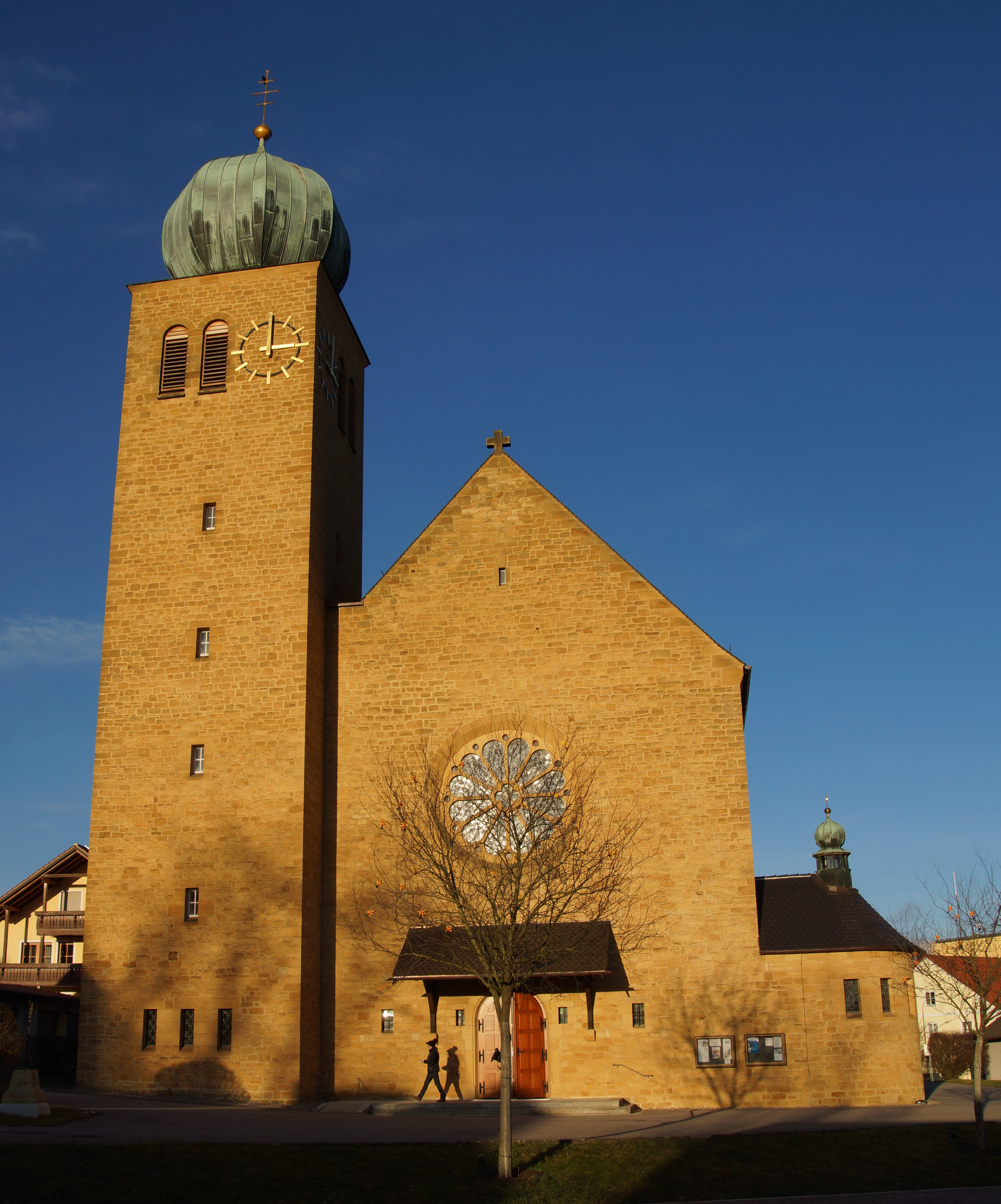
Südfassade

Die römisch-katholische Pfarrkirche St. Barbara (auch Pfarrkirche St. Barbara und St. Laurentius) ist ein in den Jahren 1948 bis 1950 errichteter Kirchenbau in streng romanisierenden Formen. Er befindet sich in der Ortsmitte von Bodenwöhr im Oberpfälzer Landkreis Schwandorf. Die Pfarrei St. Barbara ist dem Bistum Regensburg zugeordnet; sie umfasst die Ortsteile Bodenwöhr und Blechhammer, wo in den Jahren 1957/58 die Filialkirche Maria Königin erbaut wurde. Die Pfarrkirche ist als Baudenkmal mit der Nummer D-3-76-116-32 beim Bayerischen Landesamt für Denkmalpflege eingetragen.

## Geschichte
Bodenwöhr ist eine verhältnismäßig junge Pfarrei. Sie wurde erst 1922 von der Mutterpfarrei St. Bartholomäus in Neuenschwand abgetrennt. Am 8. August 1923 wurde Alois Wild als erster Pfarrer von Bodenwöhr investiert. Als Pfarrkirche diente zunächst die im Jahr 1875 erweiterte Bergkapelle. Für den wachsenden Industriestandort Bodenwöhr war sie jedoch zu klein und in einem schlechten baulichen Zustand. Erst nach der Währungsreform im Jahr 1948 gelang es durch die Bemühungen des Pfarrers Isidor Haustein, den langgehegten Wunsch nach einer neuen Kirche umzusetzen. Die Pläne dafür lieferte der Regensburger Regierungsbaumeister Hans Beckers. Die Benediktion erfolgte im Heiligen Jahr 1950.

## Architektur
Die nahezu nach Norden ausgerichtete Kirche ist innen 44 Meter lang und 18 Meter breit. Sie bietet Sitzplätze für rund 500 Personen.
Stilistisch ist der Bau nicht als modern einzuordnen; er präsentiert sich vielmehr in streng romanisierenden Formen. Dem Bautypus nach entspricht er einer romanischen Basilika. Das siebenjochige Langhaus umfasst drei Schiffe, wobei das Mittelschiff durch größeren Höhe und Breite gegenüber den Seitenschiffen deutlich hervorgehoben ist. Das Mittelschiff besitzt einen Obergaden aus Rundbogenfenstern und ein hohes Satteldach, die Seitenschiffe niedrige Pultdächer und nur sehr kleine gekuppelte Doppelfenster. Einen separaten Baukörper bildet der eingezogene Rundchor, der ein eigenes Satteldach besitzt. Dieses ist deutlich niedriger als das Dach des Mittelschiffs. Der Chor besitzt ebenfalls Rundbogenfenster, an der Ostseite ist die Sakristei angebaut. An der Südwestseite ist ein sogenannter Flankenturm angebaut. Dieser weist einen stattlichen quadratischen Grundriss auf und besitzt eine weit ausladende Zwiebel. Deshalb wirkt der Turm trotz seiner Höhe von 38 Metern eher gedrungen. Im Turmerdgeschoss ist eine Kapelle zum Gedenken an die Verstorbenen und Vermissten der Kriege. Diese enthält eine Plastik der Mater Dolorosa. Als Gegenstück dazu ist auf der Südostseite die rundbogig abschließende Taufkapelle angebaut. Deren Bodenniveau liegt etwas tiefer als im Langhaus, sie ist mit kleinen farbigen Fenstern ausgestattet.
Die Fassaden sind mit Sandstein, der im Nachbardorf Erzhäuser abgebaut wurde, verkleidet. Der Innenraum wird von einer Flachdecke überspannt, die in Chor und Mittelschiff in gleicher Höhe eingezogen ist. Ein Chorbogen als Übergang zum eingezogenen Presbyterium ist nicht vorhanden. Die Seitenschiffe sind jeweils durch eine Reihe rundbogiger Arkaden abgetrennt. Im rückwärtigen Langhausjoch ist die Orgelempore eingezogen. Dort ist in der Höhe eine großflächige Fensterrose angeordnet, die durch ihre Südausrichtung einen wesentlichen Beitrag zur Beleuchtung des Innenraums leistet. Im Chor herrscht dagegen ein diffuses, indirektes Licht vor, da die in großer Höhe eingebrachten Rundbogenfenster von einer der Außenmauer vorgeblendeten Arkadenreihe verdeckt werden und somit vom Langhaus aus praktisch nicht einsehbar sind.

## Ausstattung

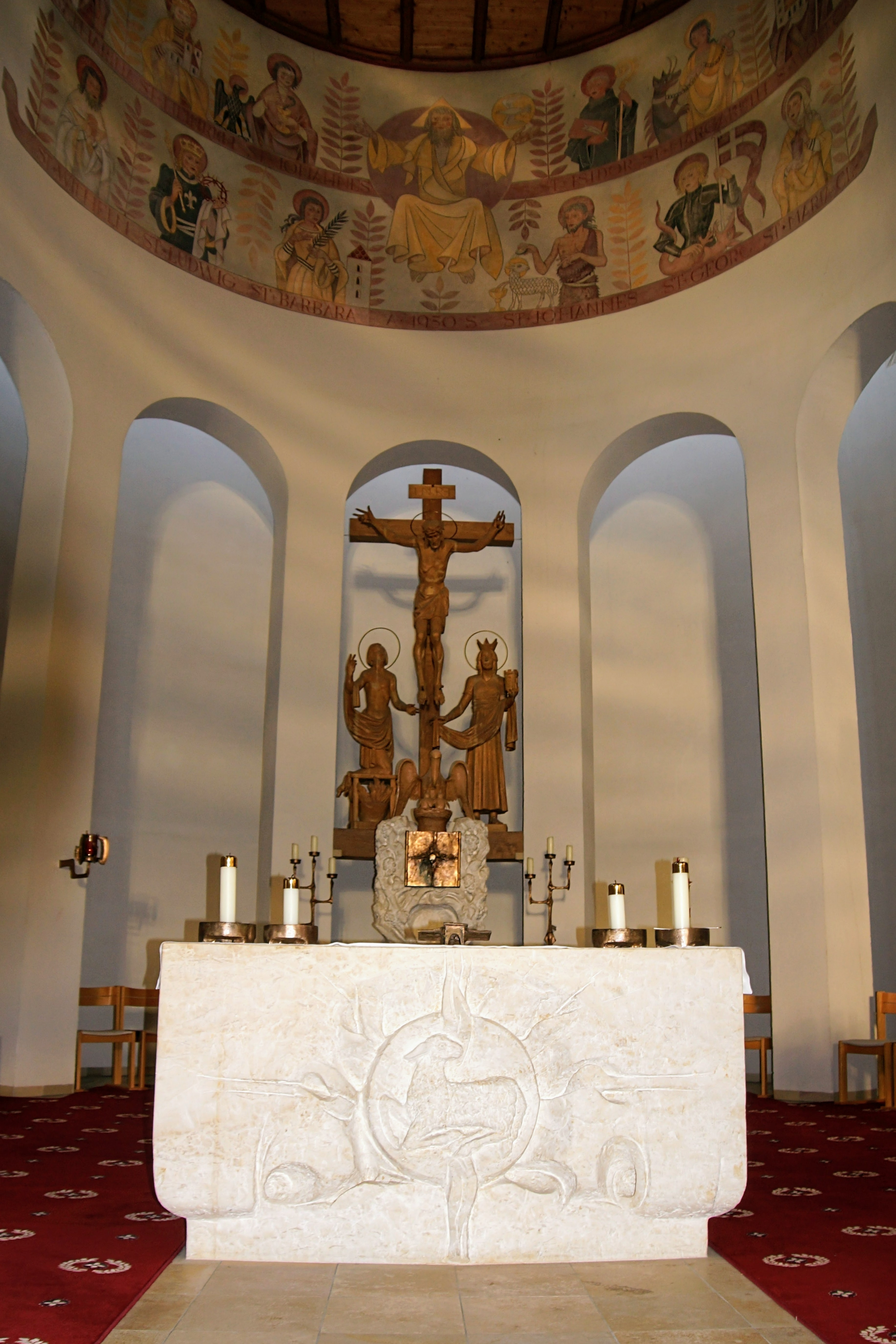
Altarraum

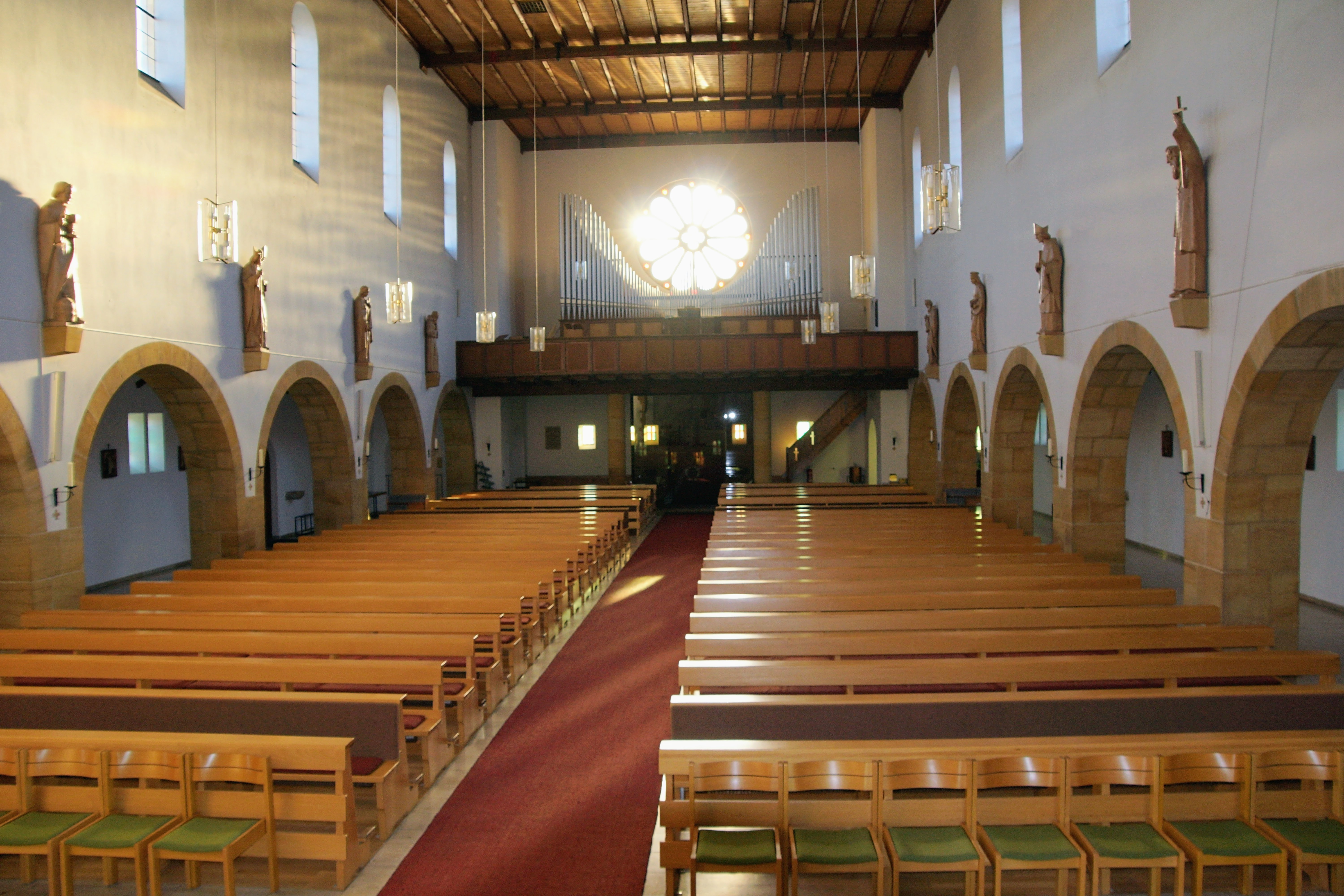
Blick durch das Langhaus zur Orgelempore

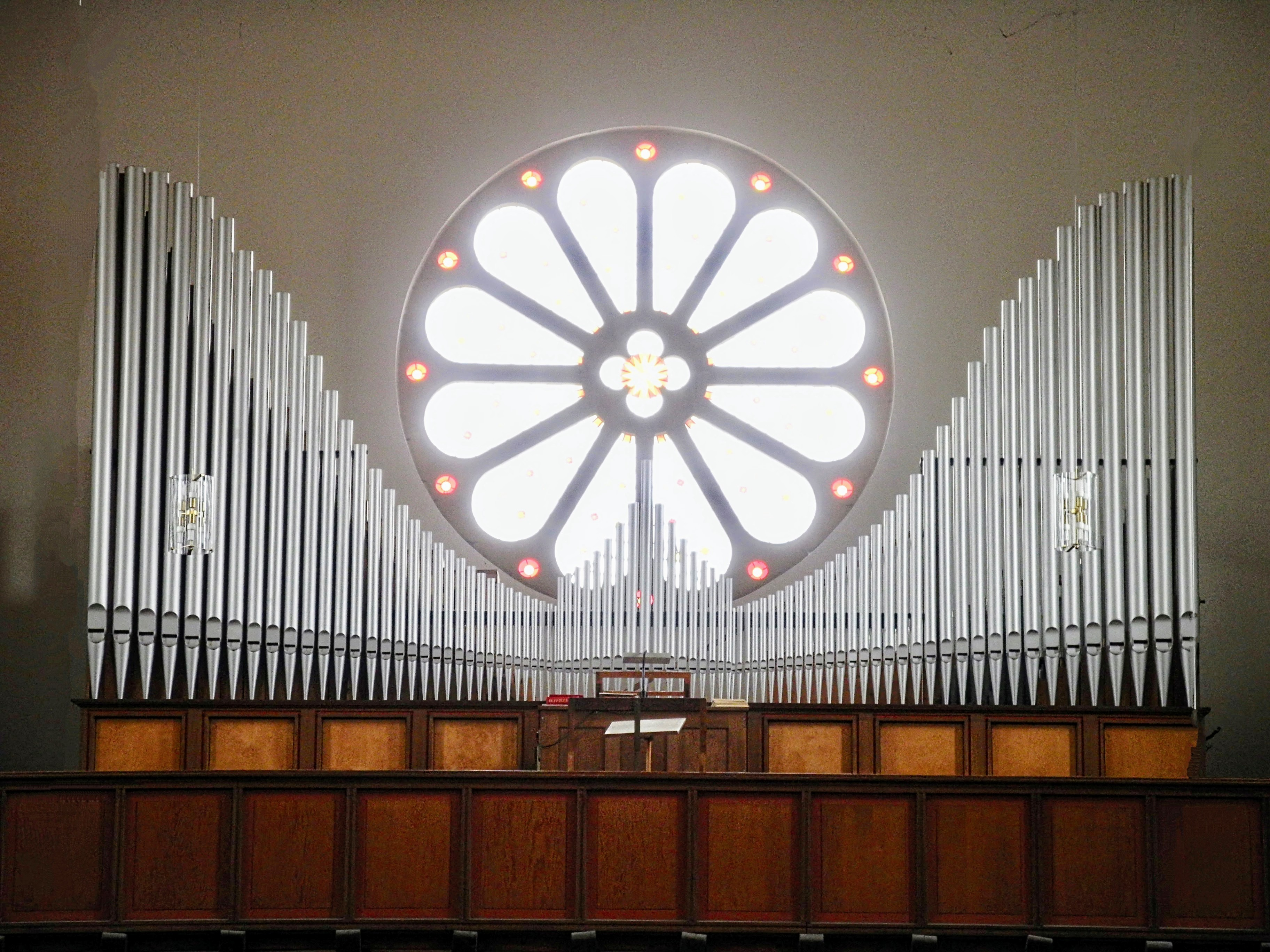
Orgel

### Altarraum
Der Hochaltar besitzt keinen einheitlichen Aufbau. Eine auf dem Boden stehende Stele enthält den Tabernakel und wird von der Holzplastik eines Pelikans als Symbol für den Opfertod Christi bekrönt. Dahinter erhebt sich in einer der Arkaden ein großes Kreuz mit Korpus. Dieses wird von Plastiken der Pfarrpatrone Barbara und Laurentius flankiert. Diese Anordnung ist ein Werk des Regensburger Bildhauers Hans Muth. Oberhalb der Arkadenreihe zieht sich eine Darstellung von der Anbetung der Heiligen Dreifaltigkeit entlang. Dort sind die Namenspatrone des damaligen Pfarrers, der Kirchenverwaltungsmitglieder und der „hilfreichen Frauen“ abgebildet. Das Gemälde wurde von dem Landshuter Kunstmaler Franz Högner geschaffen.
Links am Übergang zum Altarraum ist die Kanzel mit Schalldeckel angebracht. An dem runden Kanzelkorb befinden sich Reliefs der vier Evangelisten, an der Unterseite des Schalldeckels eine Darstellung der Heilig-Geist-Taube. Gegenüber ist eine Figur der Patrona Bavariae zu sehen.

### Langhaus
Im Mittelschiff befinden sich an den Zwickeln zwischen den Arkadenbögen lebensgroße Heiligenfiguren, die von dem Bildhauer Mauermann aus Weiden geschaffen wurden. Auf der linken Seite sind (von vorne nach hinten) die Heiligen Petrus, Bonifatius, Albertus Magnus, Elisabeth und Judas Thaddäus zu sehen. Auf der rechten Seite sind (von vorne nach hinten) Figuren der Heiligen Paulus, Pius X., Wolfgang, Hedwig und Konrad von Parzham angebracht.
Die Seitenaltäre an den Stirnseiten der Seitenschiffe zeigen eine Herz-Jesu-Statue (links) sowie den heiligen Josef in Zimmermannskleidung. Die Kreuzwegtafeln, die sich an den Seitenwänden der Seitenschiffe befinden, schuf der Regensburger Maler Schöppl.

### Orgel
Die Orgel mit modernem Freipfeifenprospekt wurde 1950 von Michael Weise aus Plattling erbaut. Sie umfasste insgesamt 19 Register auf zwei Manualen und Pedal. Die Spieltraktur ist pneumatisch. Das Werk wurde 2012 von Wolfgang Schober um zwei Register erweitert.

### Glocken
Aus dem Turm erschallt ein vierstimmiges Geläut mit der Tonfolge es1–f1–as1–b1, ein sogenanntes Idealquartett oder Parsifalmotiv. 
- Die größte Glocke wiegt etwa 1100 Kilogramm und trägt die Inschrift „Christus, der König“.
- Die zweitgrößte Glocke mit einem Gewicht von rund 700 Kilogramm wurde „Zu Ehren der Muttergottes von Fatima“ gegossen.
- Die zweitkleinste der Glocken mit einer Masse von rund 400 trägt die Aufschrift  „Sancta Barbara, ora pro nobis“.
- Die kleinste Glocke mit einem Gewicht von etwa 300 Kilogramm trägt die Aufschrift „Hl. Laurentius, bitte für uns“.[1]